# César Ferrando
César Ferrando Giménez (Tabernes de Valldigna, Valencia, 25 de julio de 1959) es un exjugador y entrenador de fútbol español. Como futbolista jugó en Primera División con Valencia CF y CE Sabadell y como técnico ha dirigido en la máxima categoría española al Albacete Balompié y al Atlético de Madrid. Actualmente está sin equipo.

## Trayectoria

### Jugador
Tras jugar en el equipo de su localidad natal, la UD Tavernes, Ferrando ficha por el Valencia CF, donde comienza a jugar en su equipo filial, el CD Mestalla. Allí, una lesión frena su progresión, aunque finalmente, en la temporada 1980/81, se incorpora al primer equipo del Valencia CF.
En el conjunto valencianista milita durante cuatro temporadas. En la primera de ellas, su equipo se proclama vencedor de la Supercopa de Europa de 1980 ante el Nottingham Forest inglés.
En 1984 ficha por la UD Salamanca, en Segunda División. Las dos siguientes temporadas las disputa en el CE Sabadell, la primera de ellas en Segunda División, concluyó con el ascenso a Primera donde jugaría la siguiente. A continuación jugará en tres equipos valencianos: Olímpic de Xàtiva, UD Alzira y Ontinyent CF, donde pondría punto final a su trayectoria.

### Entrenador
UD Tavernes
Una vez acabada su etapa como jugador, César Ferrando se estableció en su localidad natal, Tavernes, donde abrió una tienda de deportes y comenzó a entrenar al equipo local, la UD Tavernes.
CF Gandía
Su andadura como técnico profesional daría comienzo en la temporada 1997/98, cuando se incorporó como entrenador del CF Gandía, que militaba entonces en la Tercera División. Al frente del Gandía logró el primero de sus éxitos como entrenador: el ascenso a Segunda B en la temporada 1998/99.
Valencia B
Su siguiente paso fue el Valencia B, donde en 2001 logra ascender nuevamente a Segunda B, categoría de la que también se proclamaría un año más tarde campeón con el filial valencianista.
Albacete Balompié
Debutaría en Segunda División la temporada 2002/03 tras fichar por el Albacete Balompié, club con el que tras una temporada lograría el ascenso a Primera. Tras dirigir una campaña al equipo manchego, siguió entrenándolo en la máxima categoría al año siguiente, logrando la salvación.
Atlético de Madrid
Su buen trabajo con el Alba le permitió fichar por el Atlético de Madrid. Con el conjunto de la capital de España no pudo conseguir el objetivo marcado de cara a la temporada 2004/05, el de clasificar a su equipo para las competiciones europeas. Tras quedar clasificado en la decimoprimera posición, no continuó la siguiente temporada en el club rojiblanco.
Albacete Balompié
La siguiente temporada, volvió al Albacete Balompié, nuevamente en Segunda División. En el conjunto manchego entrenó las dos temporadas siguientes (2005/06 -13º- y 2006/07 -6º-), siendo relevado apenas finalizada esta última.
Gimnàstic de Tarragona
Posteriormente, entrenó al Gimnàstic de Tarragona, con el que la temporada 2007/08 logró la permanencia en Segunda. Fue renovado y dejó al Nàstic en la zona media de la clasificación en la campaña 2008/09. Finalmente fue destituido el 6 de marzo de 2010.
Elche CF
A finales de la temporada 2011/12, Ferrando fue contratado para dirigir al Elche CF los últimos diez partidos, con el objetivo de conseguir el ascenso con el conjunto ilicitano; algo que finalmente no consiguió, por lo que no renovó su contrato.
Johor FC
En agosto de 2013, comenzó su primera aventura en el extranjero al firmar por el Johor FC de Malasia, dejando la entidad en abril de 2014.
Albacete
En marzo de 2016, volvió a firmar con el Albacete Balompié, tras la destitución de Luis César Sampedro. Sin embargo, no pudo evitar el descenso del conjunto manchego a Segunda División B y no continuó en el club.
CF La Nucía
César llegó al Club de Fútbol La Nucía, de la Tercera División de España, en marzo de 2018, logrando clasificar al equipo para el playoff de ascenso, donde se cayó en la primera ronda.
Jamshedpur FC
Después tuvo un breve paso por el Jamshedpur FC de la Superliga de India.
CF La Nucía
Tras un año en India, en 2019, Ferrando volvió para dirigir al Club de Fútbol La Nucía en su primera experiencia en Segunda División ‘B’, manteniendo al equipo en zona media durante toda la temporada hasta la llegada de la pandemia. 
La temporada 2020-21, el equipo acabó en la nueva Segunda Federación. 
En la temporada 2021-22, finalizó la liga en segunda posición, logrando el ascenso a Primera Federación frente al Arenas Club en el Olímpic. 
El 25 de enero de 2023 fue destituido de su cargo, tras ocupar la decimocuarta posición con 25 puntos y acumular 5 victorias, 10 empates y 5 derrotas en las 20 jornadas disputadas.

## Clubes

### Jugador
| Club              | País   | Año       |
| ----------------- | ------ | --------- |
| UD Tavernes       | España |           |
| CD Mestalla       | España | 1977-1979 |
| Valencia CF       | España | 1980-1984 |
| UD Salamanca      | España | 1984-1985 |
| CE Sabadell       | España | 1985-1987 |
| Olímpic de Xàtiva | España | 1987-1988 |
| UD Alzira         | España | 1988-1990 |
| Ontinyent CF      | España | 1990-1991 |

### Entrenador
| Club                    | País    | Año       | P   | PG | PE | PP | % v.  |
| ----------------------- | ------- | --------- | --- | -- | -- | -- | ----- |
| UD Tavernes             | España  |           |     |    |    |    |       |
| CF Gandía               | España  | 1997-2000 | 120 | 48 | 34 | 38 | 40    |
| Valencia B              | España  | 2000-2002 | 44  | 22 | 11 | 11 | 50    |
| Albacete Balompié       | España  | 2002-2004 | 82  | 30 | 28 | 24 | 36.59 |
| Atlético de Madrid      | España  | 2004-2005 | 52  | 22 | 13 | 17 | 42.31 |
| Albacete Balompié       | España  | 2005-2007 | 88  | 32 | 24 | 32 | 36.36 |
| Gimnàstic de Tarragona  | España  | 2008-2010 | 94  | 31 | 32 | 31 | 32.98 |
| Elche CF                | España  | 2012      | 10  | 3  | 1  | 6  | 30    |
| Johor FC                | Malasia | 2013-2014 |     |    |    |    |       |
| Albacete Balompié       | España  | 2016      | 13  | 4  | 1  | 8  | 30.77 |
| Club de Fútbol La Nucía | España  | 2018      |     |    |    |    |       |
| Jamshedpur FC           | India   | 2018-2019 | 20  | 6  | 10 | 4  | 30    |
| Club de Fútbol La Nucía | España  | 2019-2023 | 116 | 46 | 36 | 34 | 39.66 |

## Palmarés

### Jugador
- 1 Supercopa de Europa: 1980 (Valencia CF)